# Showponies - de Alex Klaasen Revue
Showponies - de Alex Klaasen Revue, of verkort Showponies, is een komische theatervoorstelling met Alex Klaasen in de hoofdrol. Het genre kan worden beschreven als een mix van cabaret, revue en musical. Identiteit is het hoofdthema in de voorstellingen en loopt als rode draad door de scènes heen.
De voorstelling ging op 19 maart 2018 in première, om vervolgens tot 23 december 2018 door Nederland te toeren.
Wegens het grote succes keerde Klaasen in oktober 2019 terug met Showponies 2, welke door de maatregelen van het coronavirus onverhoopt moest stoppen op 23 maart 2020.
Eind 2021 werd er nog een opvolgende Showponies-voorstelling ten tonele gebracht, getiteld Snowponies, een 'Merrie' Christmas. Deze laatste voorstelling stond in het teken van kerst en heeft eveneens door het land getoerd. Vanwege coronamaatregelen moest deze voorstelling in december eerder stoppen, om vervolgens in januari en februari 2022 in het DeLaMar Theater te spelen. Snowponies keerde eind 2022 wederom terug om met dezelfde voorstelling door het land te toeren.
In januari 2023 kondigde Klaasen aan een solovoorstelling te gaan spelen getiteld No Ponies: een zogenoemde "éénmansrevue".
Showponies is een productie van MORE Theater Producties.

## Inhoud
De voorstellingen bevatten een reeks van komische sketches, scènes en liedjes, welke doorgaans een diepere boodschap met zich meedragen of de draak steken met homofobie, gender, de LGBT-Gemeenschap, stereotypes of andere sociale kwesties. Met name in Showponies 2 voert homoseksualiteit de boventoon. Taboes worden in de voorstellingen niet geschuwd: zo wordt er uitgebreid gezongen over porno en Grindr. Overgangen tussen scènes worden gemaakt door harde schakels met licht, geluid en decor.
Een terugkerend element in de voorstellingen zijn scènes waarin bekende (sprookjes)figuren, personages, verhalen of liedjes een komische, typematige twist ondergaan. Zo worden De Kleine Zeemeermin, Sneeuwwitje en Sherlock Holmes in een nieuw jasje gestoken. Bovendien krijgen Het Laatste Avondmaal en de Drie Koningen ook een geheel andere invulling dan men gewend is. Showponies 2 bevat tevens ook een bewerking op bekend lied Catootje, welke in de voorstelling is bewerkt tot 'LHBTQIAP-alfabet', waarbij in elk couplet een letter wordt behandeld. Net als in de rest van de voorstelling staan bij dit alles thema's als identiteit, seksualiteit en stereotypes centraal.

## Cast
Klaasen speelt altijd de hoofdrol in scènes en sketches, waarbij de andere castleden als tegenspelers, figuranten, medezangers of ensemble dienen. Vormen zijn hierin erg divers: er zijn onder meer dialogen, musicaldansnummers en groepsscènes.
| Castlid                        | Showponies                 | Showponies 2                              | Snowponies 2021                            | Snowponies 2022 | No Ponies |
| ------------------------------ | -------------------------- | ----------------------------------------- | ------------------------------------------ | --------------- | --------- |
| Alex Klaasen                   | X                          | X                                         | X                                          | X               | X         |
| Daniel Cornelissen             | X                          | X                                         | X                                          | X               |           |
| Freek Bartels                  | X                          | X (Werd halverwege vervangen door Kelvin) |                                            |                 |           |
| Jip Smit                       | X                          | X                                         |                                            |                 |           |
| Stef van Gelder                | X                          | X                                         |                                            |                 |           |
| Kiefer Zwart                   | X                          | X                                         |                                            |                 |           |
| Cripta Scheepers               | X                          | X                                         |                                            |                 |           |
| Roman Brasser                  | X                          | X                                         |                                            |                 |           |
| Desi van Doeveren              | X (Afwisselend met Jolijn) | X                                         |                                            |                 |           |
| Jolijn Henneman                | X (Afwisselend met Desi)   |                                           |                                            |                 |           |
| Kelvin Wormgoor                |                            | X (Verving Freek)                         |                                            |                 |           |
| Lucas Schilperoort             |                            |                                           | X (Werd halverwege vervangen door Michael) | X               |           |
| Renée de Gruijl                |                            |                                           | X                                          | X               |           |
| Myrthe van der Vuurst de Vries |                            |                                           | X (Werd halverwege vervangen door Donna)   | X               |           |
| Pepijn van den Berg            |                            |                                           | X                                          | X               |           |
| Michael Muyderman              |                            |                                           | X (Verving Lucas)                          |                 |           |
| Donna-jo Aarts                 |                            |                                           | X (Verving Myrthe)                         |                 |           |

## Creatives
| Naam               | Functie                    |
| ------------------ | -------------------------- |
| Gijs de Lange      | Regie                      |
| Esther Habbema     | Dramaturg, regieassistente |
| Daan Wijnands      | Choreografie, staging      |
| Alex Klaasen       | Tekst                      |
| Jurrian van Dongen | Tekst                      |
| Niek Barendsen     | Tekst                      |
| Peter van de Witte | Compositie, arrangementen  |
| Keez Groenteman    | Compositie, arrangementen  |
| Jan Groenteman     | Compositie, arrangementen  |
| Rutger de Bekker   | Compositie, arrangementen  |